# 33e armée (Union soviétique)
 (mars 2018).
Si vous disposez d'ouvrages ou d'articles de référence ou si vous connaissez des sites web de qualité traitant du thème abordé ici, merci de compléter l'article en donnant les références utiles à sa vérifiabilité et en les liant à la section « Notes et références ».
Pour les articles homonymes, voir 33e armée.
La 33e armée est une unité de l'armée rouge durant la Grande Guerre patriotique.

## Historique opérationnel
La 33e armée est créée en juillet 1941.
Les 12 et 13 octobre 1943, la division Tadeusz Kościuszko, unité polonaise pro-soviétique créée quelques mois plus tôt et rattachée à la 33e armée, livre son premier combat à la bataille de Lenino.

## Commandants
- Brigadier Dmitri Onouprienko (en) (20 juillet – 25 octobre 1941)
- Général-lieutenant Mikhaïl Grigorievitch Iefremov (25 octobre 1941 — avril 1942)
- Général d'armée Kirill Meretskov (4 mai — 8 juin 1942)
- Général-lieutenant Mikhaïl Khozine (8 juin — 18 octobre 1942)
- Général-lieutenant Vassili Gordov (18 octobre 1942 — 13 mars 1944)
- Général-colonel Ivan Iefimovitch Petrov (13 mars — 12 avril 1944)
- Général-lieutenant Vassili Krioutchenkine (en) (12 avril — 9 juillet 1944)
- Général-lieutenant Stepan Morozov (ru) (9 juillet — 29 septembre 1944)
- Général-colonel Viatcheslav Tsvetaïev (29 septembre 1944 — mai 1945)